# المخارج (قفل شمر)

تعديل مصدري - تعديل

المخارج هي إحدى قرى عزلة شمرين بمديرية قفل شمر التابعة لمحافظة حجة، بلغ تعداد سكانها 71 نسمة حسب تعداد اليمن لعام 2004.